# رافائو شیشیتسکی
رافائو شیشیتسکی (لهستانی: Rafał Sisicki؛ ‏ زادهٔ ۲۷ دسامبر ۱۹۶۶) کارگردان تلویزیونی، بازیگر و دوبلور اهل لهستان است. وی دانش‌آموختهٔ آکادمی ملی هنرهای نمایشی الکساندر زلوروویچ در ورشو است.
از فیلم‌ها یا مجموعه‌های تلویزیونی که وی در آن‌ها نقش داشته است، می‌توان به خودِ زندگی، اولا بی‌ریخته، در خیابان سپولنی، تشخیص، کمیسر آلکس، نشانه‌گذاری‌شده، دو روی سکه، موج جرم و جنایت، در خوشی و سختی، ع چون عشق، ورای تخت جراحی، خانه کشیش، حوزه استحفاظی ۱۳، قسمت دوم، سال‌های شیرین و چهل‌ساله اشاره نمود.